# Isolation topographique

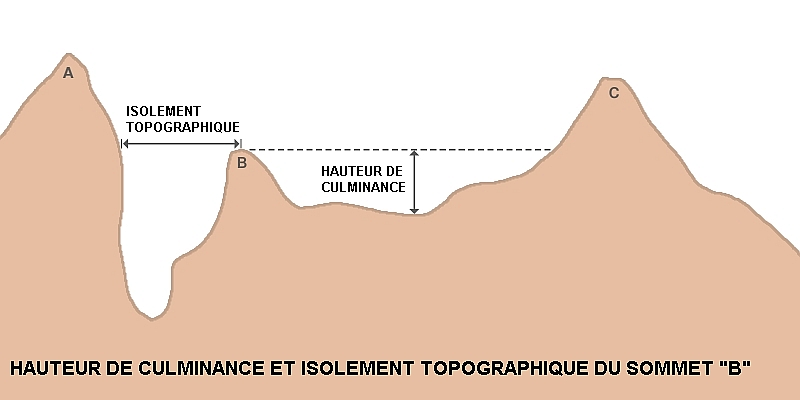
Isolement topographique et hauteur de culminance.

L'isolation topographique d'un sommet (ou simplement isolation, isolement ou encore parfois proéminence) est, en topographie, la distance le séparant du point le plus proche de même altitude ou d'altitude supérieure. 

## Définition
L'isolation topographique d'un sommet est la distance entre ce sommet et le plus proche terrain d'altitude plus élevée. En d'autres termes, l'isolation représente le rayon du cercle à l'intérieur duquel le sommet est le point le plus élevé. Avec la proéminence, il constitue un critère objectif pour distinguer les sommets indépendants des sommets secondaires.
L'Everest n'étant dépassé en altitude par aucun sommet sur Terre, il ne possède pas d'isolation définie. Le sommet ayant la plus grande isolation est l'Aconcagua, distant de 16 518 km du point d'altitude plus élevée le plus proche, le Tirich Mir Ouest IV,  situé dans l'Hindou Kouch, au Pakistan. Le 2e sommet le plus élevé du monde, le K2, dans le Karakoram, n'est isolé que de 1 316 km, mesure qui correspond à la distance jusqu'à un point proche du sommet de l'Everest.
L'isolation n'est pas forcément liée à l'altitude, surtout dans le cas de sommets situés sur des îles isolées : celle de Joe's Hill sur l'île Christmas, à Kiribati, en plein océan Pacifique, dépasse 1 900 km, bien que l'atoll en lui-même n'atteigne que 12 m d'altitude.

## Sommets les plus isolés
La liste suivante recense les sommets dont l'isolation topographique dépasse 1 000 km,,.
| #  | Sommet                            | Pays                                            | Isolation (km)      | Altitude (m) | Proéminence (m) | Coordonnées                          |
| -- | --------------------------------- | ----------------------------------------------- | ------------------- | ------------ | --------------- | ------------------------------------ |
| 1  | Everest                           | Chine / Népal                                   | Indéfinie ou 40 008 | 8 849        | 8 849           | 27° 59′ 18″ nord, 86° 55′ 31″ est    |
| 2  | Aconcagua                         | Argentine                                       | 16 518              | 6 961        | 6 961           | 32° 39′ 13″ sud, 70° 00′ 40″ ouest   |
| 3  | Mont McKinley                     | États-Unis (Alaska)                             | 7 450               | 6 190        | 6 155           | 63° 04′ 10″ nord, 151° 00′ 26″ ouest |
| 4  | Kilimandjaro                      | Tanzanie                                        | 5 510               | 5 895        | 5 885           | 3° 04′ 00″ sud, 37° 21′ 33″ est      |
| 5  | Puncak Jaya                       | Indonésie (Nouvelle-Guinée, Papouasie centrale) | 5 235               | 4 884        | 4 884           | 4° 05′ 00″ sud, 137° 11′ 00″ est     |
| 6  | Massif Vinson                     | Antarctique                                     | 4 911               | 4 892        | 4 892           | 78° 35′ 00″ sud, 85° 25′ 00″ ouest   |
| 7  | Mont Orohena                      | France (Polynésie française, Tahiti)            | 4 128               | 2 241        | 2 241           | 17° 37′ 23″ sud, 149° 28′ 37″ ouest  |
| 8  | Mauna Kea                         | États-Unis (Hawaï)                              | 3 947               | 4 207        | 4 207           | 19° 49′ 00″ nord, 155° 28′ 00″ ouest |
| 9  | Gunnbjørn                         | Danemark (Groenland)                            | 3 254               | 3 694        | 3 694           | 68° 55′ 10″ nord, 29° 53′ 55″ ouest  |
| 10 | Aoraki/Mont Cook                  | Nouvelle-Zélande (île du Sud)                   | 3 139               | 3 724        | 3 724           | 43° 35′ 42″ sud, 170° 08′ 31″ est    |
| 11 | Thabana Ntlenyana                 | Lesotho                                         | 3 003               | 3 482        | 2 390           | 29° 28′ 00″ sud, 29° 16′ 00″ est     |
| 12 | Maunga Terevaka                   | Chili (île de Pâques)                           | 2 832               | 507          | 507             | 27° 05′ 04″ sud, 109° 22′ 46″ ouest  |
| 13 | Mont Blanc                        | France / Italie                                 | 2 812               | 4 806        | 4 693           | 45° 50′ 01″ nord, 6° 51′ 54″ est     |
| 14 | Piton des Neiges                  | France (La Réunion)                             | 2 767               | 3 070        | 3 070           | 21° 05′ 56″ sud, 55° 28′ 44″ est     |
| 15 | Klioutchevskoï                    | Russie                                          | 2 747               | 4 800        | 4 649           | 56° 04′ 00″ nord, 160° 38′ 00″ est   |
| 16 | Pic d'Orizaba                     | Mexique                                         | 2 690               | 5 636        | 4 922           | 19° 02′ nord, 97° 16′ ouest          |
| 17 | Queen Mary's Peak                 | Royaume-Uni (Île Tristan da Cunha)              | 2 662               | 2 062        | 2 062           | 37° 05′ 30″ sud, 12° 17′ 00″ ouest   |
| 18 | Mont Whitney                      | États-Unis                                      | 2 650               | 4 421        | 3 073           | 36° 34′ 43″ nord, 118° 17′ 31″ ouest |
| 19 | Mont Kinabalu                     | Malaisie (Bornéo, Sabah)                        | 2 513               | 4 095        | 4 095           | 6° 04′ 30″ nord, 116° 33′ 31″ est    |
| 20 | Elbrouz                           | Russie                                          | 2 470               | 5 642        | 4 741           | 43° 20′ 45″ nord, 42° 26′ 55″ est    |
| 21 | Pico da Bandeira                  | Brésil                                          | 2 344               | 2 891        | 2 641           | 20° 26′ 07″ sud, 41° 47′ 47″ ouest   |
| 22 | Mont Cameroun                     | Cameroun                                        | 2 338               | 4 095        | 3 901           | 4° 13′ 00″ nord, 9° 10′ 21″ est      |
| 23 | Mauga Silisili                    | Samoa (Savai'i)                                 | 2 245               | 1 858        | 1 858           | 13° 37′ 06″ sud, 172° 29′ 09″ ouest  |
| 24 | Nevado Huascarán                  | Pérou                                           | 2 207               | 6 768        | 2 776           | 9° 07′ 00″ sud, 77° 36′ 00″ ouest    |
| 25 | Mont Paget                        | Royaume-Uni (Géorgie du Sud)                    | 2 206               | 2 934        | 2 934           | 54° 26′ 27″ sud, 36° 33′ 18″ ouest   |
| 26 | Anamudi                           | Inde                                            | 2 090               | 2 695        | 2 480           | 10° 10′ 00″ nord, 77° 04′ 00″ est    |
| 27 | Djebel Toubkal                    | Maroc                                           | 2 078               | 4 167        | 3 756           | 31° 03′ 43″ nord, 7° 54′ 58″ ouest   |
| 28 | Mont Fuji                         | Japon (Honshū)                                  | 2 077               | 3 777        | 3 764           | 35° 21′ 45″ nord, 138° 43′ 50″ est   |
| 29 | Pic Mawson                        | Australie (île Heard)                           | 2 026               | 2 745        | 2 745           | 53° 06′ 15″ sud, 73° 31′ 01″ est     |
| 30 | Emi Koussi                        | Tchad                                           | 1 999               | 3 415        | 2 934           | 19° 47′ 22″ nord, 18° 33′ 04″ est    |
| 31 | Mont Mitchell                     | États-Unis                                      | 1 913               | 2 037        | 1 857           | 35° 45′ 53″ nord, 82° 15′ 55″ ouest  |
| 32 | Kerinci                           | Indonésie (Sumatra)                             | 1 904               | 3 805        | 3 805           | 1° 41′ 49″ sud, 101° 15′ 52″ est     |
| 33 | Joe’s Hill                        | Kiribati (Île Christmas)                        | 1 903               | 12           | 12              | 1° 52′ 59″ nord, 157° 24′ 00″ ouest  |
| 34 | Agrigan, point culminant          | États-Unis (îles Mariannes du Nord, Agrigan)    | 1 898               | 977          | 977             | 18° 46′ 00″ nord, 145° 40′ 00″ est   |
| 35 | Mont Kosciuszko                   | Australie                                       | 1 894               | 2 228        | 2 228           | 36° 27′ 21″ sud, 148° 15′ 49″ est    |
| 36 | Olavtoppen (en)                   | Norvège (Île Bouvet)                            | 1 851               | 780          | 780             | 54° 25′ 14″ sud, 3° 23′ 13″ est      |
| 37 | Mont Narodnaïa                    | Russie                                          | 1 835               | 1 894        | 1 772           | 65° 02′ 00″ nord, 60° 07′ 00″ est    |
| 38 | Yu Shan                           | Taïwan                                          | 1 815               | 3 952        | 3 952           | 23° 28′ 12″ nord, 120° 57′ 26″ est   |
| 39 | Pic Mascarin (en)                 | Afrique du Sud (Île Marion)                     | 1 805               | 1 230        | 1 230           | 46° 54′ sud, 37° 45′ est             |
| 40 | Green Mountain                    | Royaume-Uni (île de l'Ascension)                | 1 798               | 859          | 859             | 7° 57′ sud, 14° 21′ ouest            |
| 41 | Morro do Môco                     | Angola                                          | 1 727               | 2 619        | 1 510           | 12° 28′ 00″ sud, 15° 11′ 00″ est     |
| 42 | Diego Garcia, point culminant     | Royaume-Uni (Diego Garcia)                      | 1 677               | 7            | 7               | 7° 18′ 48″ sud, 72° 24′ 40″ est      |
| 43 | Pico do Fogo                      | Cap-Vert (Fogo)                                 | 1 674               | 2 829        | 2 829           | 14° 56′ 57″ nord, 24° 20′ 25″ ouest  |
| 44 | Mont Rinjani                      | Indonésie (Lombok)                              | 1 602               | 3 726        | 3 726           | 8° 25′ 00″ sud, 116° 28′ 00″ est     |
| 45 | Mont Kirkpatrick                  | Antarctique                                     | 1 585               | 4 528        | 2 601           | 84° 20′ 00″ sud, 166° 25′ 00″ est    |
| 46 | Loma Mansa                        | Sierra Leone                                    | 1 571               | 1 945        | 1 665           | 9° 13′ 30″ nord, 11° 07′ 00″ ouest   |
| 47 | Galdhøpiggen                      | Norvège                                         | 1 568               | 2 469        | 2 372           | 61° 38′ 00″ nord, 8° 18′ 00″ est     |
| 48 | Mont Zeil                         | Australie                                       | 1 549               | 1 531        | 1 322           | 23° 22′ 59″ sud, 132° 22′ 59″ est    |
| 49 | Ras Dashan                        | Éthiopie                                        | 1 483               | 4 533        | 3 997           | 13° 14′ 12″ nord, 38° 22′ 21″ est    |
| 50 | Pico                              | Portugal (Pico)                                 | 1 451               | 2 351        | 2 351           | 38° 28′ 02″ nord, 28° 24′ 04″ ouest  |
| 51 | Mont de la Dives                  | France (Île Amsterdam)                          | 1 409               | 867          | 867             | 37° 50′ 58″ sud, 77° 32′ 58″ est     |
| 52 | Mont Temetiu                      | France (Polynésie française, Hiva Oa)           | 1 408               | 1 276        | 1 276           | 9° 47′ 50″ sud, 139° 04′ 48″ ouest   |
| 53 | Wolf                              | Équateur (îles Galápagos, île Isabela)          | 1 319               | 1 707        | 1 707           | 0° 02′ 00″ nord, 91° 20′ 00″ ouest   |
| 54 | Mont Washington                   | États-Unis                                      | 1 319               | 1 917        | 1 874           | 44° 16′ 15″ nord, 71° 18′ 13″ ouest  |
| 55 | Mont Nanlaud (en)                 | Micronésie (Pohnpei)                            | 1 317               | 782          | 782             | 6° 52′ 32″ nord, 158° 13′ 40″ est    |
| 56 | K2                                | Chine / Pakistan                                | 1 316               | 8 610        | 4 017           | 35° 52′ 52″ nord, 76° 30′ 48″ est    |
| 57 | Mont Meharry                      | Australie                                       | 1 309               | 1 251        | 836             | 22° 58′ 00″ sud, 118° 35′ 00″ est    |
| 58 | Pic de Diana                      | Royaume-Uni (Sainte-Hélène)                     | 1 293               | 818          | 818             | 15° 57′ 35″ sud, 5° 41′ 29″ ouest    |
| 59 | Pic Cristóbal Colón               | Colombie                                        | 1 287               | 5 775        | 5 509           | 10° 50′ 18″ nord, 73° 41′ 12″ ouest  |
| 60 | Mont Kamen                        | Russie                                          | 1 286               | 1 701        | 1 388           | 69° 08′ 00″ nord, 95° 04′ 00″ est    |
| 61 | Sapitwa                           | Malawi                                          | 1 272               | 3 002        | 2 319           | 15° 56′ 58″ sud, 35° 35′ 33″ est     |
| 62 | Mont Minto                        | Antarctique                                     | 1 245               | 4 165        | 2 616           | 71° 47′ 12″ sud, 168° 45′ 00″ est    |
| 63 | Dôme A                            | Antarctique                                     | 1 237               | 4 093        | 1 641           | 80° 22′ 00″ sud, 77° 21′ 00″ est     |
| 64 | Mont Pobeda                       | Russie                                          | 1 234               | 3 003        | 2 443           | 65° 10′ 38″ nord, 146° 00′ 31″ est   |
| 65 | Pic BAM                           | Russie                                          | 1 228               | 3 073        | 2 230           | 56° 51′ 55″ nord, 117° 34′ 47″ est   |
| 66 | Bluff Knoll                       | Australie                                       | 1 226               | 1 095        | 650             | 34° 22′ 32″ sud, 118° 15′ 22″ est    |
| 67 | Mont Perau (ceb)                  | France (Polynésie française, Rapa)              | 1 185               | 633          | 633             | 27° 35′ 41″ sud, 144° 22′ 25″ ouest  |
| 68 | Mont Rainier                      | États-Unis                                      | 1 177               | 4 392        | 4 023           | 46° 51′ 10″ nord, 121° 45′ 37″ ouest |
| 69 | Mont Damavand                     | Iran                                            | 1 165               | 5 610        | 4 667           | 35° 57′ 19″ nord, 52° 06′ 33″ est    |
| 70 | Tahat                             | Algérie                                         | 1 153               | 2 918        | 2 328           | 23° 17′ 20″ nord, 5° 32′ 01″ est     |
| 71 | Mont Iamantaou                    | Russie                                          | 1 151               | 1 640        | 1 330           | 54° 15′ 18″ nord, 58° 06′ 07″ est    |
| 72 | Pico do Desejado                  | Brésil (Trindade)                               | 1 147               | 690          | 690             | 20° 30′ 30″ sud, 29° 19′ 34″ ouest   |
| 73 | Town Hill                         | Royaume-Uni (Bermudes)                          | 1 136               | 79           | 79              | 32° 19′ 00″ nord, 64° 44′ 00″ ouest  |
| 74 | Monte San Valentín                | Chili                                           | 1 132               | 4 058        | 3 696           | 46° 35′ 42″ sud, 73° 20′ 45″ ouest   |
| 75 | Mont Hope                         | Antarctique                                     | 1 114               | 3 239        | 2 242           | 69° 46′ 00″ sud, 64° 34′ 00″ ouest   |
| 76 | Morne Seychellois                 | Seychelles (Mahé)                               | 1 108               | 905          | 905             | 4° 38′ 38″ sud, 55° 26′ 20″ est      |
| 77 | Mont Marion-Dufresne              | France (Archipel Crozet, île de l'Est)          | 1 108               | 1 090        | 1 090           | 46° 24′ 59″ sud, 52° 15′ 25″ est     |
| 78 | Wake, point culminant             | États-Unis (Wake)                               | 1 084               | 6            | 6               | 19° 18′ 00″ nord, 166° 38′ 00″ est   |
| 79 | Mont Elbert                       | États-Unis                                      | 1 079               | 4 401        | 2 765           | 39° 07′ 03″ nord, 106° 26′ 43″ ouest |
| 80 | Mont Krusenstern                  | Russie (île Severny)                            | 1 077               | 1 547        | 1 547           | 75° 10′ 33″ nord, 57° 49′ 34″ est    |
| 81 | Mont Duff                         | France (Polynésie française, Mangareva)         | 1 068               | 441          | 441             | 23° 07′ 43″ sud, 134° 58′ 26″ ouest  |
| 82 | Maromokotro                       | Madagascar                                      | 1 042               | 2 876        | 2 876           | 14° 01′ 22″ sud, 48° 57′ 57″ est     |
| 83 | Mont Tomanivi                     | Fidji (Viti Levu)                               | 1 037               | 1 324        | 1 324           | 17° 37′ 59″ sud, 178° 01′ 00″ est    |
| 84 | Minamitori-shima, point culminant | Japon (Minamitori-shima)                        | 1 018               | 9            | 9               | 24° 17′ 12″ nord, 153° 58′ 50″ est   |
| 85 | Mont Paektu                       | Chine / Corée du Nord                           | 1 015               | 2 744        | 2 593           | 41° 59′ 34″ nord, 128° 04′ 38″ est   |
| 86 | Hombori Tondo                     | Mali                                            | 1 008               | 1 153        | 845             | 15° 15′ 26″ nord, 1° 40′ 08″ ouest   |